# 相馬駒焼
相馬駒焼（そうまこまやき）とは、福島県相馬地方に産する陶器。相馬焼・駒焼き・田代駒焼ともいう。茶器類が多く、独特のひび焼と走り駒の絵が特徴である。

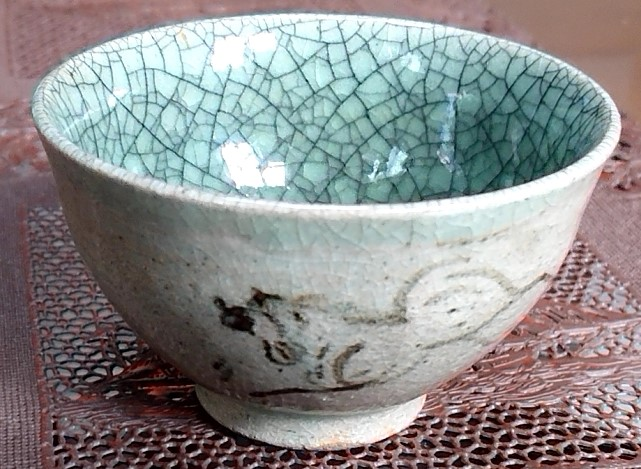
相馬駒焼

## 歴史
1648年（慶安元年）、京都の仁清のもとで修行した陶芸家、田代源吾右衛門（のちに清治右衛門と改名）が相馬郡中村（現相馬市）に開窯。以後、相馬藩の御用窯として手厚く保護された。窯は福島県指定重要有形民俗文化財 田代駒焼登窯として一般公開されているが、現在、相馬駒焼の製作は行われていない。

## ギャラリー

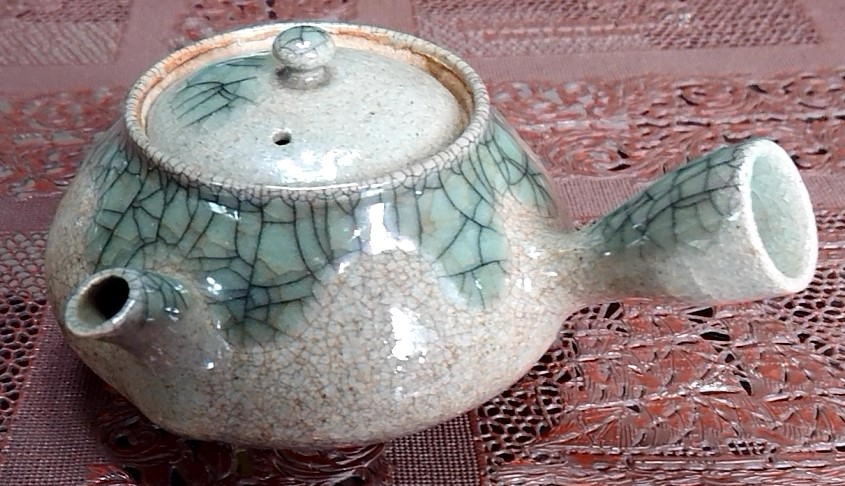
相馬駒焼の急須
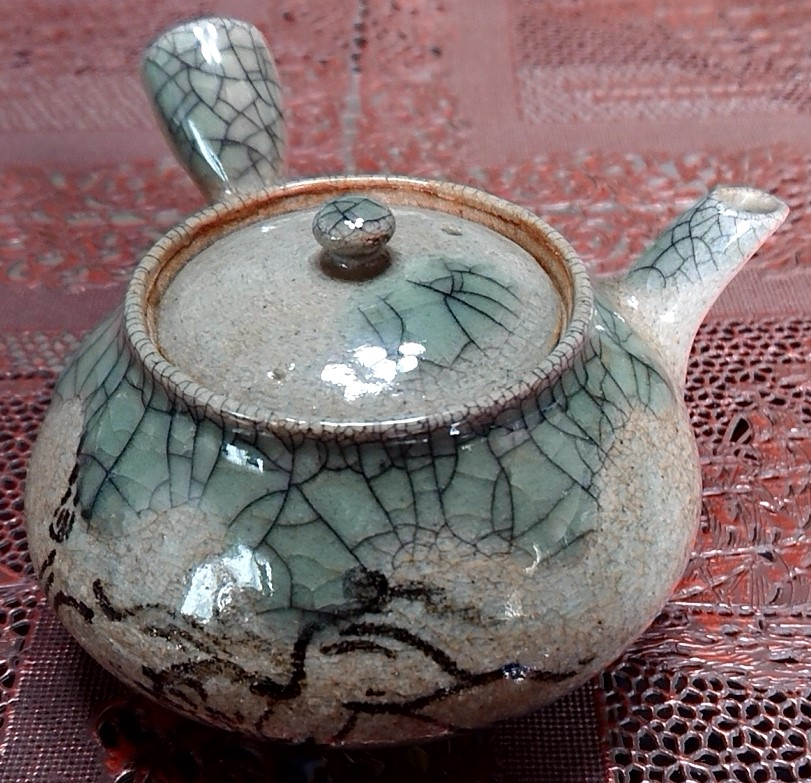
相馬駒焼の急須
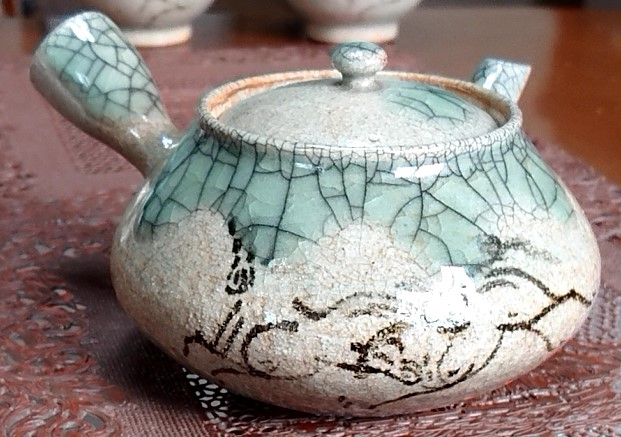
相馬駒焼の急須
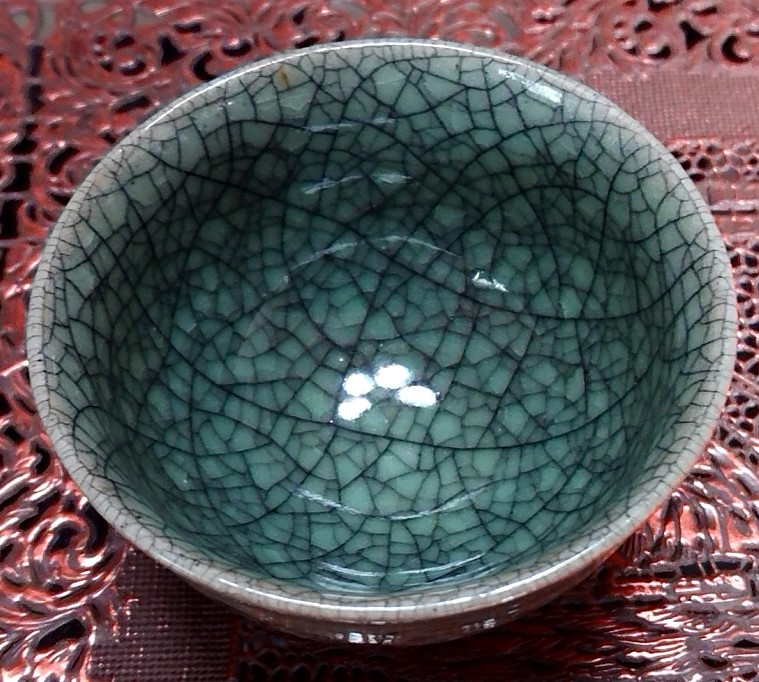
相馬駒焼の湯呑
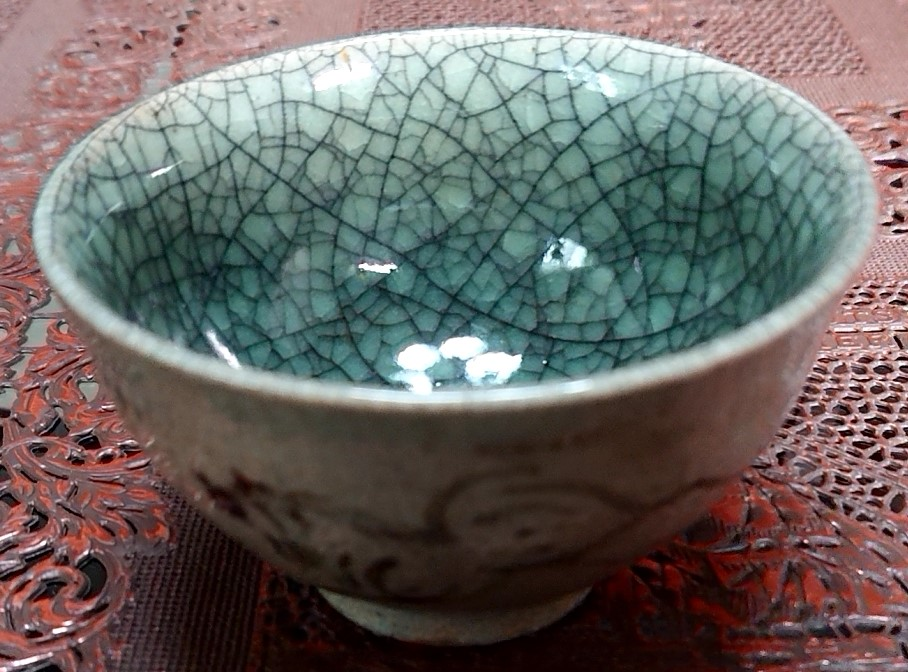
相馬駒焼の湯呑
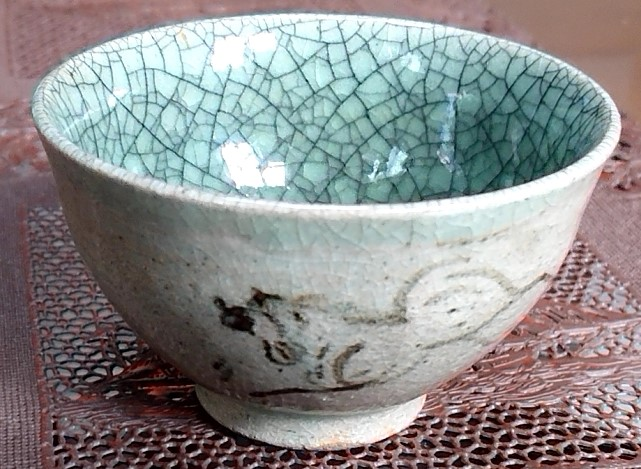
相馬駒焼の湯呑
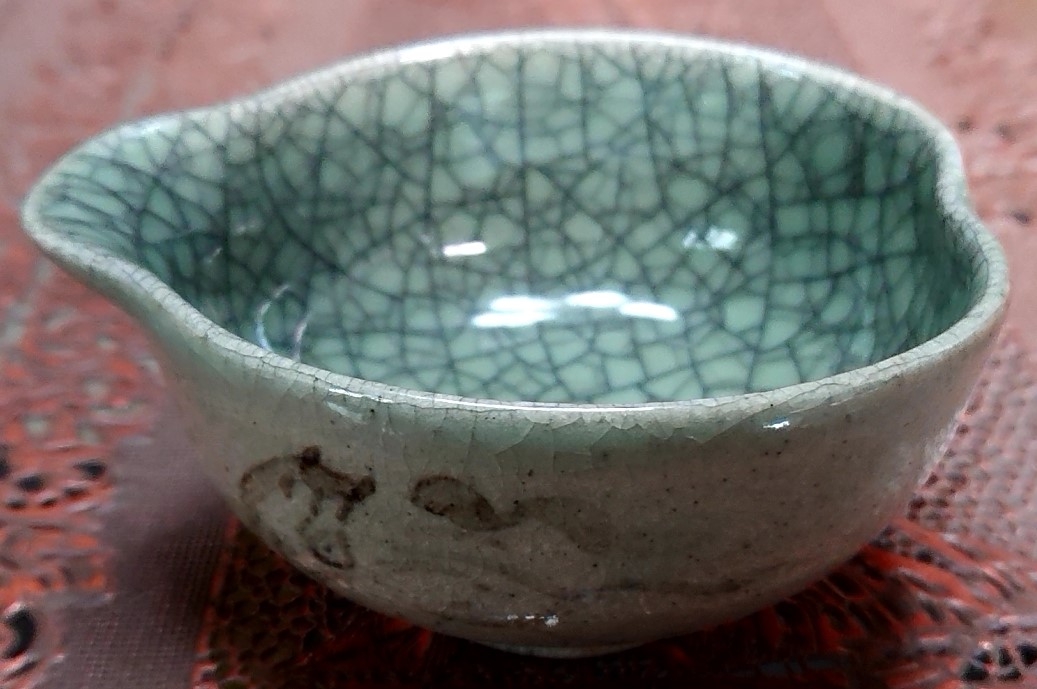
相馬駒焼の湯差し